# جيسي سوندرز
جيسي سوندرز (بالإنجليزية: Jesse Saunders)‏ هو دي جيه أمريكي، ولد في 10 مارس 1962 في شيكاغو في الولايات المتحدة.

## وصلات خارجية
- الموقع الرسمي
- جيسي سوندرز على موقع ميوزك برينز (الإنجليزية)
- جيسي سوندرز على موقع أول ميوزيك (الإنجليزية)
- جيسي سوندرز على موقع ديسكوغز (الإنجليزية)